# إرنست كول (مصور)
إرنست كول (بالإنجليزية: Ernest Cole)‏ هو مصور جنوب أفريقي، ولد في 1940، وتوفي في 19 فبراير 1990.